# Synagogue de Vítkovice (1911-1939)
La synagogue de Vítkovice ou synagogue de Witkowitz a été construite en 1911 et détruite par les nazis à l'été 1939, après l'occupation de la Bohême et de la Moravie par les troupes allemandes le 15 mars 1939 et la proclamation du protectorat de Bohême-Moravie, territoire autonome du Troisième Reich.      
Municipalité indépendante à partir de 1850, Vítkovice (en allemand : Witkowitz) obtient les droits de ville en 1908 par l'empereur François-Joseph. À partir de 1918, la ville fait partie de la République de Tchécoslovaquie et est incorporée à Ostrava (en allemand : Ostrau) en 1924. Pendant la Seconde Guerre mondiale, Ostrava est rattachée au protectorat de Bohême-Moravie sous domination du Reich nazi. Actuellement Vítkovice est un quartier de la ville tchèque d'Ostrava.

## La communauté juive de Vítkovice
En raison de la complexité du développement territorial et administratif de toute la région d'Ostrava, il est très problématique de retracer l'histoire des Juifs à Vítkovice. Il existe des données sur la population juive au XIXe siècle en Polnisch-Ostrau, partie d'Ostrava rattachée au duché de Silésie, et en Mährisch-Ostrau, partie d'Ostrava dépendant de la Marche de Moravie, qui forment à elles-deux la Grande Ostrava. Les données concernant exclusivement le faubourg de Vítkovice n'existent pas ou nous sont encore inconnues.
Au début du XIXe siècle, Vitkovice n'est qu'un pauvre village agricole près d'Ostrava avec seulement quelques dizaines de familles. Mais Vítkovice va rapidement se développer en raison de sa position stratégique, près des riches gisements de charbon d'Ostrava, des ressources en minerai de fer des Beskides et des eaux de l'Ostravice.
En 1843, Salomon Mayer von Rothschild, fondateur de la branche viennoise de la dynastie banquière des Rothschild, achète les hauts fourneaux, ce qui conduit à une transformation fulgurante de Vítkovice en une ville moderne et vibrante. Dans la seconde moitié du XIXe siècle, de plus en plus d'habitants, non seulement des régions environnantes, mais aussi de tout l'empire austro-hongrois affluent afin d'être embauchés dans les mines et les usines locales. Ce sont pour la plupart des ouvriers ruraux pauvres ainsi que des Juifs des classes inférieures et moyennes en provenance de Galicie, de Bucovine, de Ruthénie, des Carpates, mais aussi de Silésie, de Bohême, de Moravie, d'Allemagne et d'Autriche.  
À partir du début du XXe siècle, l'histoire des Juifs de Vítkovice se confond avec celle des Juifs d'Ostrava. Sur les quelque 10 000 citoyens juifs de la Grande Ostrava, plus de 8 000 sont morts dans les camps d'extermination nazis pendant la Shoah. Les premières déportations commencèrent dès octobre 1939 vers le camp de transit de Nisko nad Sanem, avant leur transfert vers les camps d'extermination de l'est. 
D'autres sont tombés comme soldats avec l'uniforme de l'armée tchécoslovaque en exil. Après la fin de la Seconde Guerre mondiale, en 1945, environ 500 personnes sont retournées à Ostrava, mais la grande majorité a émigré après 1948 et 1968 en Israël, en Angleterre, en Australie, aux États-Unis et en Allemagne de l'Ouest. Aujourd'hui, la communauté juive d'Ostrava compte un peu plus d'une centaine de membres. 

## La synagogue
Dès la fin du XIXe siècle, il existe une synagogue indépendante, ou plutôt une salle de prière, située au 210 rue Ruské (actuellement rue Palackého) à Zábřeh, quartier sud d'Ostrava. Le terrain est acheté en 1891 par Léopold Rufeisen et transféré en 1894 à la communauté religieuse juive pour y construire une synagogue. C'est une construction simple, indépendante, en briques, de forme rectangulaire et mesurant 24 mètres par 12 mètres sur une parcelle de forme triangulaire. L'austérité absolue du style architectural ne dit rien sur la destination du bâtiment, à l'exception peut-être de deux minuscules tourelles sur le toit en croupe, suggérant que ce n'est pas une maison d'habitation. En 1907, le maitre-maçon František Najman construit dans la cour une dépendance servant de toilettes avec une pièce pour cachériser la volaille. Le bâtiment est incendié le 7 juin 1939 par les Allemands. À sa place se trouve actuellement un petit parc scolaire.      
Les raisons de la construction de la synagogue de Vitkovice sont doubles : d'une part, du fait  de l'augmentation de la population juive à Ostrava et dans ses faubourgs au début du XXe siècle, la synagogue de Hrušov, ville de marché maintenant incorporée dans Ostrava, et la synagogue principale d'Ostrava deviennent trop petites; d'autre part, ces deux lieux de prière sont assez éloignés du centre de Vítkovice, représentant un trajet à pied d'environ une heure le Chabbat. Il est donc décidé dans la première décennie du XXe siècle de construire une synagogue à Vítkovice même, qui représentera dignement la communauté locale, son statut social élevé et son appartenance au courant réformé du judaïsme.

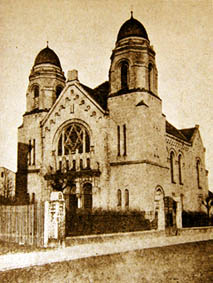
Façade de la synagogue

Les plans de l'édifice sont dessinés par Felix Neumann, un architecte juif de Moravie-Silésie, disciple du célèbre architecte Wilhelm Stiassny, et qui a déjà réalisé de nombreux projets à Ostrava et dans ses environs, notamment des bâtiments résidentiels et commerciaux, mais aussi la maison fédérale allemande et le grand magasin Rix. 
La synagogue est construite sur un terrain situé à l'angle des rues actuelles Halas et Kutuzov.  
Le bâtiment comprenant des éléments romans et gothiques, est construit comme un bâtiment indépendant de deux étages, de 26 × 17 mètres, avec deux tours massives à l'avant. La structure métallique provient des hauts-fourneaux de Vítkovice, dont la direction fera un don de 20 000 couronnes au Fond de construction. L'entrée s'effectue par trois portes massives au centre de la façade principale située au sud-ouest. Au-dessus de ces portes, on trouve une grande fenêtre semi-circulaire possédant comme motif une étoile de David. L'aspect de la façade sera un peu étouffé plus tard par la construction de l'école primaire et secondaire allemande de jeunes filles. La salle de prière contient 160 sièges réservés aux hommes au rez-de-chaussée, et pour les femmes, 66 sièges dans la galerie principale et 36 dans les deux galeries latérales au premier étage. Le terrain où est située la synagogue est entouré d'une clôture en fer sur un soubassement en briques. 
La consécration de la synagogue se déroule le 19 septembre 1911. Pendant 28 ans, la synagogue est le centre cultuel et culturel de la communauté juive de Vítkovice.
Dans la nuit du 23 au 24 mai 1939, les nazis incendient la synagogue dans le cadre de la Shoah en Bohême-Moravie. Le feu est signalé par téléphone au corps des pompiers volontaires de Vítkovice environ une demi-heure après minuit, mais ceux-ci n'ont pas l'autorisation d'éteindre l'incendie, et doivent se limiter à éviter sa propagation aux maisons avoisinantes. En raison de la solidité du bâtiment, le feu n'est complètement éteint que le 5 juin. Fin 1939, la communauté religieuse juive est obligée de procéder à la démolition du bâtiment lourdement endommagé. Celle-ci mandate donc la société Kolar & Ruby d'Ostrava. Mais en 1941, l'école de filles voisine, qui désire établir un terrain de sport à l'emplacement de la synagogue, se plaint que l'enlèvement des débris et gravats a été mal mené. Le terrain est toujours occupé actuellement par l'école de filles comme terrain de jeux. 
La synagogue de Vítkovice est la première synagogue de la région d'Ostrava à être détruite par les Allemands. Les synagogues d'Ostrava et des faubourgs environnants de Přívoz, de Zábřeh nad Odrou et d'Hrušov suivront peu de temps après. 
..